# Georg Rudolph Londicer
Georg Rudolf Londicer, född 1724 i Stockholm, död 20 december 1775 i Strängnäs, var en svensk domkyrkoorganist i Strängnäs stadsförsamling och musikdirektör vid Strängnäs gymnasium. Han var bror till organisten Ernst Johan Londicer samt son till hovkapellisten Georg Johan Londicer och Margareta Helena Spiel.
Londicer gifte sig med Christina Sundgren (1735–1806). De fick tillsammans dottern Christine Juliane Londicer (1766–1848), gift första gången med sidenbandfabrikören Nils Kruse (1746–1799) och andra gången med borgmästaren Johan Georg Björnström, sonen Johan Gustaf Londicer (–1798), kanslist i Krigskollegium, och sonen bankokommissarien
Georg Jakob Londicer (1769–1840).
1767 skänkte majoren Gustaf Miles Fleetwood en orgel med 4 stämmor till Gryts kyrka, Södermanland. Orgeln reparerades och sattes upp av Londicer samma år.